# Цинцзянь
Цинцзянь (кит. упр. 清涧, пиньинь Qīngjiàn, буквально: «чистый горный ручей») — уезд городского округа Юйлинь провинции Шэньси (КНР).

## История
При империи Западная Хань эти земли входили в состав уезда Иньинь (圁阴县). Во времена диктатуры Ван Мана он был переименован в Фанъинь (方阴县). С 215 года эти земли надолго стали ареной борьбы между гуннами и китайцами, переходя из рук в руки.
Во времена империи Восточная Цзинь гунны создали здесь государство Великое Ся. В 427 году войска Северной Вэй захватили эту территорию. В 487 году здесь был создан уезд Шофан (朔方县), а в 518 году эти земли вошли в состав уезда Чэнпин (城平县). При империи Западная Вэй в 546 году был создан уезд Суйдэ (绥德县), а в 552 — уезд Яньлин (延陵县).
В конце империи Тан тангутский вождь Тоба Сыми за помощь в подавлении восстания Хуан Чао получил в 886 году звание цзедуши Диннаньского военного округа (定难军). Он сумел остаться в стороне от бурных событий эпохи Пяти династий и 10 царств, и после объединения страны империей Сун очередной наследный цзедуши Ли Цзипэн в 982 году признал главенство новой империи, но его младший брат Ли Цзицянь захватил контроль над областью Иньчжоу, и то признавал власть Сун, то восставал против неё. В 1038 году внук Ли Цзицяня Ли Юаньхао провозгласил себя императором государства Си Ся, и эти земли стали ареной борьбы между тангутами и китайцами. В 1084 году была основана крепость Цинцзянь (青涧城).
После того, как эти земли захватили чжурчжэни и включили их в состав своей империи Цзинь, территория в районе крепости Цинцзянь в 1182 году стала уездом Цинцзянь (青涧县).
После того, как эти земли в 1369 году вошли в состав китайской империи Мин, в 1371 году написание названия уезда было изменено с 青涧县 на 清涧县. Когда в 1643 году Ли Цзычэн сверг империю Мин и провозгласил империю Шунь, то уезд Цинцзянь был преобразован в Тяньбоскую управу (天波府). В 1645 году маньчжурские войска включили этот регион в состав империи Цин, и Тяньбоская управа вновь стала уездом Цинцзянь.
В конце 1930-х годов эти земли перешли под контроль коммунистов, войдя в состав Шэньси-Ганьсу-Нинсяского советского района. После образования КНР в 1950 году был создан Специальный район Суйдэ (绥德专区), и уезд вошёл в его состав. В 1956 году Специальный район Суйдэ был присоединён к Специальному району Юйлинь (榆林专区). В 1958 году уезд Цинцзянь был присоединён к уезду Суйдэ, но в 1961 году был воссоздан в прежних границах. В 1968 году Специальный район Юйлинь был переименован в Округ Юйлинь (榆林地区).
В 1999 году постановлением Госсовета КНР были расформированы округ Юйлинь и городской уезд Юйлинь, и был образован городской округ Юйлинь.

## Административное деление
Уезд делится на 9 посёлков.

## Экономика
Уезд славится выращиванием красных фиников. По состоянию на 2022 год площадь финиковых плантаций составляла 60 тыс. гектаров. 